# Грејам (Вашингтон)
Грејам (енгл. Graham) је насељено место без административног статуса у америчкој савезној држави Вашингтон.

## Демографија
По попису из 2010. године број становника је 23.491, што је 14.752 (168,8%) становника више него 2000. године.
| Група             | 2000.         | 2010.          |
| Белци             | 7.748 (88,7%) | 18.674 (79,5%) |
| Афроамериканци    | 112 (1,3%)    | 942 (4,0%)     |
| Азијати           | 157 (1,8%)    | 668 (2,8%)     |
| Хиспаноамериканци | 246 (2,8%)    | 1.477 (6,3%)   |
| Укупно            | 8.739         | 23.491         |